# Rhynchina markusmayerli
Rhynchina markusmayerli là một loài bướm đêm trong họ Erebidae.